# 临界事故
临界事故（英語：criticality accident）是核反应堆发生連鎖反应导致功率失常激增引起的事故。事故中浓缩铀或钚等裂变材料中的链式反应能产生强烈的中子辐射，对人类伤害极大，并且会在周围环境中引发感生放射性。
在原子能的发展历程中，在反应堆外收集核裂变材料的时候曾经发生过60次临界事故，其中一些事故导致离事发地点较近的人员因接受了过量的辐射而死亡。不过，没有一宗事故引起过爆炸。临界或超临界核裂变一般发生在反应堆堆芯内部或实验中，偶爾是核武器組裝失誤或是核廢料不當地富集產生。虽然临界事故危害较大，但是它一般达不到原子弹的设计条件，因此一般不会引发核爆炸。在原料沒有精確配比混合下，這種核反应产生的热量可能会让局部核材料膨胀並消耗掉，因此几秒之后整體又将处于亚临界状态，使得反应自然停止。

## 事故原因

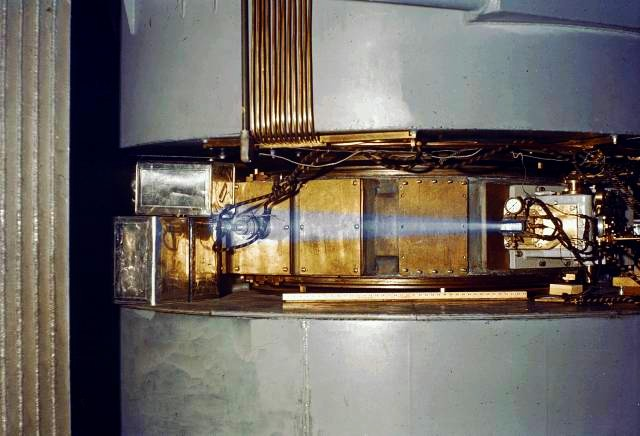
这是一个60英寸的回旋加速器circa 1939，图中的蓝光是一束被加速的粒子流（可能是氢核或者是氘核）电离周围空气产生的。这种蓝光和和哈里·达利安和其他临界事故的目击者看到的蓝光的发生原理非常相似，因此它们曾被认为是同一种。文章中解释，虽然这种现象经常被误以为是切连科夫辐射，但它们实际上是不一样的。

把铀或鈽的单质、化合物或溶液混合起来，就有可能引发临界事故。决定混合物是否达到临界点（即是否发生临界反应）的因素包括：同位素的比例；材料的形状；溶液的化学组成；化合物或合金的类别；复合材料和周围材料。
预测材料达到临界状态的可能性的计算较复杂，因此民用和军用核设施都需要专人监控，以避免发生临界反应。

## 事故类型
临界事故大致可分为两类。
1. 操作事故，操作中所有的预防措施都失效的时候就会发生。
2. 反应堆事故，反应堆失去控制，达到临界条件。根据反应的发展过程，可以把事故分为四个类型：
  1. 瞬间发生，迅速达到临界条件的事故
  2. 只在短时间达到临界条件的事故
  3. 潜在事故
  4. 稳定发展的事故

## 可见现象

### 蓝色辉光
（区别于电离空气辉光）
许多临界事故的发生都伴随这一道蓝色的辉光，能瞬间加热周围的物体。这种蓝色闪光（或者说辉光）常常被误以为是切连科夫辐射，因为这两种现象发出的闪光颜色相似，然而这仅仅是一个巧合。
临界事故发生的蓝色辉光是空气中被电离的激发态原子（或分子）回到非激发态的时候发出的光谱，主要是氧气和氮气产生的。因此空气中会产生电火花，甚至形成淡蓝色的闪电。切连科夫辐射产生的蓝光和被电离的空气发出的蓝光颜色非常相似，但这只是一个巧合，它们的形成原理差异很大。值得强调的是，据说臭氧的气味就是切尔诺贝利的液化器周围环境辐射过高的信号。
切连科夫辐射可能发出大量蓝光的唯一情况是，在后处理工厂里，高密度媒介（例如水和硝酸铀酰）中达到了临界条件。而且这只有在容器透明或者被打开的时候才能被观察到。

### 放热
一些经历过临界事故的人报告感觉到了“一股热浪”。不过据已知资料无法得知这是对刚才发生的恐怖事件的一种心理反应，还是事故释放出的大量能量引发的一种确实存在的物理热效应（或者是非热能信号触发了皮肤中的热感受器）。例如，当路易斯·斯洛廷发生事故的时候大约发生了3×1015次裂变，但这产生的能量只能让皮肤温度上升百分之几度，但当时钚球中积累的能量大约有80kJ，足以把一个重6.2kg的钚球温度上升大约100℃（钚的比热大约为0.13 J·g−1·K−1）。金属的热辐射足以让附近的人感觉到温度上升。这个解释却不足以解释临界事故的受害者们的感受，因为离钚球几英尺远的人也感觉到了热。也有可能是电离辐射在细胞上造成的电离损伤和自由基的形成损坏的组织，使人感觉到灼热。
还有一种可能的解释是，产生热量的现象是在对蓝色辉光进行观察之后推理出来的。一份关于所有临界事故的目击报告显示，只有当出现蓝色辉光的时候才有热辐射。这也许暗示了这两种现象之间存在联系，而其中一种能被马上观察到。收集并分析周围较稠密（未被电离）的空气中的来自氮原子和氧原子的的辐射之后，人们发现大约30%的辐射处于紫外线波段，大约45%处于红外线波段。由于皮肤能以热量的形式感受到红外线，而紫外线能引起晒伤，这很可能解释了目击者感觉到热浪的原因。

## 相关事件
自从1945年以来，至少发生过60宗临界事故，导致了至少21人死亡，其中美国7人，苏联10人，日本2人，阿根廷1人，南斯拉夫1人。其中9宗事故的原因是操作失误，其他的属于实验反應爐事故。
在研发核武器和反應爐的过程中都发生过临界事故。
- 1945年6月4日，洛斯阿拉莫斯国家实验室的科学家约翰·比斯莱（John Bistline）正在进行实验，研究把一块亚临界质量的浓缩铀浸在水反射层中的结果。当水渗入装着铀的聚乙烯盒子时，实验意外达到了临界条件。三个人受到了低于致死剂量的辐射。
- 1945年8月21日，洛斯阿拉莫斯国家实验室的科学家小哈里·K·达利安不小心把一块碳化钨掉到一个钚球上，那塊碳化钨掉落當下成為中子反射层，使系统达到临界条件。（这个钚球后来被称为“恶魔核心”）小哈里·K·达利安接受了致死剂量的辐射，这也是已知的第一宗导致了死亡的临界事故。

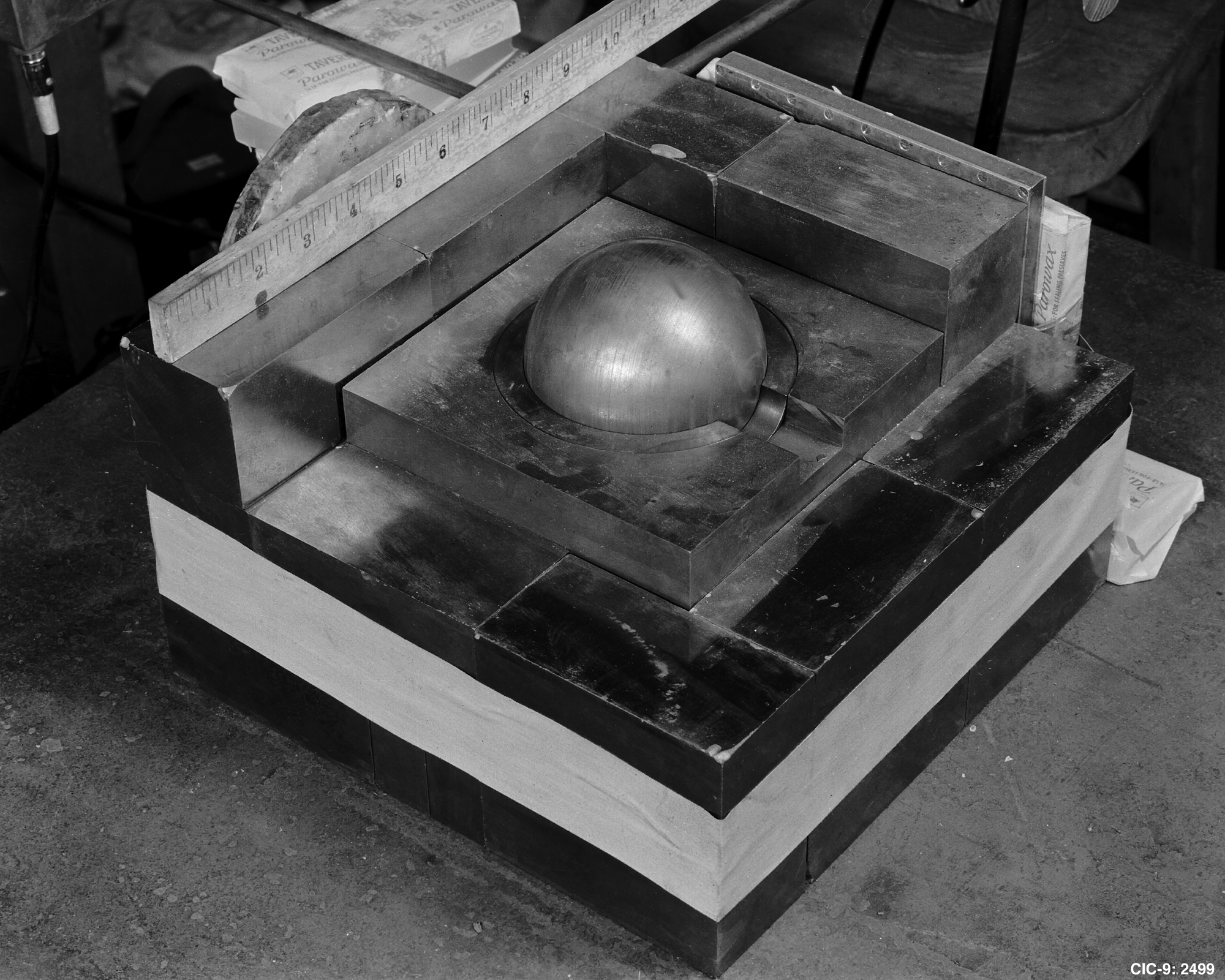
钚球被能反射中子的碳化钨包裹，这是哈里·达利安在1945年进行的实验的场景重现。

- 1946年5月21日，又一位洛斯阿拉莫斯国家实验室的科学家路易斯·斯洛廷（Louis Slotin）意外地在一次相似的事故中受到了辐射，这次事故在当时被称为Paharito事故，肇事者正好是害死了达利安的那个钚球。斯洛廷用两个直径9英寸的空心半球形中子反射材料（铍）一上一下地把钚球包裹起来，并用一个螺絲起子使它们稍微分开，这能使系统保持在亚临界状态。当螺絲起子意外滑落的的时候，两个半球完全包裹了钚球，达到了临界状态。当斯洛廷意识到发生了什么之后，他果断地用手分开了两个半球，拯救了附近其余七个科学家的生命。斯洛廷九天后死于辐射。

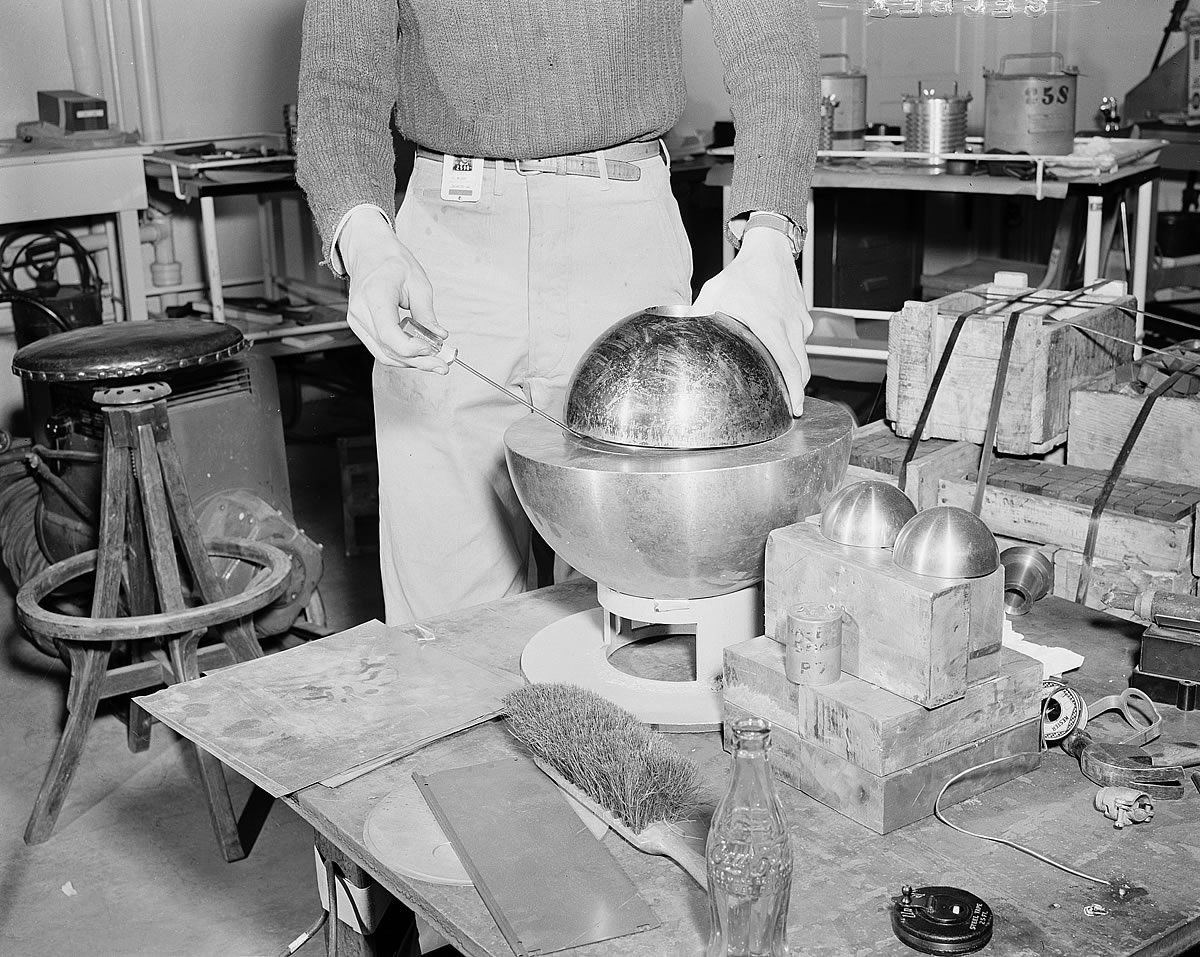
斯洛廷事故的重现。在靠近手的地方有一个拇指洞的半球是铍做的，铍代替了“胖子”原子弹里填充的铀。下面一个较大的半球是铝做的。直径3.5英寸（89mm）的钚就是“恶魔核心”（和导致了达利安事故的是同一个），当时它在两个半球中间，在外面可能看不见，不过可以根据旁边两个小的半球来想象它的尺寸。

- 1958年6月16日，第一宗有记录的铀引发的临界事故发生在田纳西州的橡树岭，Y-12反應爐。在一次裂变溶液的例行检漏中，没有人发现收集的溶液达到了55加仑（约208升）。临界反应进行了大约20分钟，导致8个工人受到了大量辐射。没有人死亡，不过其中5人住院治疗了44天。所有8个工人最终都重返工作岗位。
- 1958年10月15日，南斯拉夫文察核子科學研究所的RB重水反應爐发生了一宗临界事故，导致1人死亡，5人受伤。幸存者在欧洲接受了历史上的首例骨髓移植。
- 1958年12月30日，洛斯阿拉莫斯国家实验室，负责提纯钚的化学操作员塞西尔·凯利（Cecil Kelley）打开了一个大型混合器的开关，在水缸里形成了漩涡。溶解在有机溶剂里的鈽流进了漩涡中心。由于操作失误，混合物中含有3.27kg的鈽，在200毫秒内达到了临界条件。最终人们估计，凯利接受了3900到4900 rad（合39到49戈瑞）的辐射。其他操作人员说他们看到了一道闪光，然后发现凯利在外面喊着“我要烧起来了！”。凯利于35小时之后逝世。
- 1964年7月23日，美国罗德岛州查尔斯镇的木河结工厂（Wood River Junction）发生了一宗临界事故。反應爐的设计能从燃料生产的废渣中回收铀，操作人员羅伯特·皮博迪（Robert Peabody）将三氯乙烷注入装着铀-235和碳酸钠的池子中，把里面的有机物提取出来。事故发生时他错误地加入了铀溶液，引发临界事故。这个操作人员受到了100戈瑞的致死剂量辐射。90分钟后，当一个反應爐管理员回来关掉搅拌器的时候，临界事故再次发生，使他受到了辐射。还有一个高级管理员受到1戈瑞的辐射，没有产生症状。操作人员受到的辐射最多，他死于事故发生后49个小时。
- 1968年12月10日，俄罗斯中部一个叫Mayak的核燃料加工厂正在进行钚提纯实验。两个操作人员“未经许可，把不合适的管子当作储存钚的有机溶液的临时容器”。也就是说，他们把钚溶液装到了错误的容器里，关键的错误在于容器的形状。当大部分溶液被倒出之后，实验装置产生了一道闪光，并开始放热。“被吓坏了的实验员扔下瓶子，从房间里冲出来，跑下楼梯。”在疏散了现场后，倒班主管和辐射控制主管回到了这座楼。倒班主管把辐射控制主管骗离了事故区域，进入了发生事故的房间，并可能试着把溶液倒进下水道里，但这引发了大规模的核反应，使倒班主管受到了致死剂量的核辐射。
- 1983年9月23日，位于阿根廷布宜诺斯艾利斯的原子研究中心的RA-2反應爐的一个实验员受到了3700rads（37戈瑞）的致死剂量辐射。他在反應爐里还有慢化水的情况下换了燃料棒。还有另外两个人受到了辐射伤害。
- 1999年9月30日，東海村JCO臨界意外：位於日本茨城縣，住友金屬礦山的子公司JCO的一个铀再处理工厂里，工人把硝酸铀酰的混合溶液注入沉淀池，而这个沉淀池并不适合盛装这种类型的溶液，最终使放射性物质达到了临界质量，导致两名工人死于辐射伤害。
- 根据不完整资料，费伦茨·达诺基-维瑞斯博士（Dr. Ferenc Dalnoki-Veress）猜测，2011年福岛第一核电站事故中可能发生过短暂的临界事故。考虑到福岛1号反應爐可能发生的链式反应失控将受到的限制，国际原子能机构（IAEA）的一名发言人“估计反應爐不会爆炸”。到2011年3月23日，在损坏的福岛第一核电站反應爐周围13次观察到了中子流。虽然科学家不认为是临界事故释放了这些中子流，但中子流可能表示里面发生了核裂变。而且，在4月15日，东京电力公司报告，核燃料已经熔化，并进入了福岛第一核电站下面的接收容器的其中3个，包括3号反應爐。根据猜测，熔化的燃料并没有损坏这些容器，否则将导致强烈的辐射释放。可能这些燃料均匀地扩散到了1、2、3号反應爐的底部，使得裂变反应的重新发生和临界状态的重建变得不大可能。